# Brachyops
Brachyops laticeps
Genre
Espèce
Brachyops est un genre fossile de temnospondyles de l'époque du Trias. Ce genre n'est représenté que par son espèce type, Brachyops laticeps, et en 2022, selon Paleobiology Database, le genre est resté monotypique. 

## Présentation
L'espèce Brachyops laticeps a été décrite en 1855 par le paléontologue britannique Richard Owen (1804-1892) et sa présence géographique est attestée uniquement à Mangali, dans la vallée de Wardha en Inde centrale,.